# Bardapteridae
Bardapteridae – wymarła rodzina owadów z rzędu świerszczokaraczanów. W zapisie kopalnym znane są z permu, od cisuralu po loping. Ich skamieniałości znajduje się na terenie Rosji.
Owady te miały przednie skrzydła pozbawione międzykrywki i o zwężonej przestrzeni między żyłkami radialnymi. W ich użyłkowaniu sektor radialny brał początek w nasadowej ⅓ skrzydła, żyłka medialna miała wolną nasadę i zaczynała się rozgałęziać na wysokości nasady sektora radialnego, przednia żyłka kubitalna zaczynała się nieregularnie rozgałęziać w nasadowej ćwiartce, a żyłka M5 nie występowała wcale.
Takson ten wprowadzony został w 1944 przez G. Zalesskija jako monotypowa rodzina w obrębie rzędu Permodictyoptera. W 1962 B. Rohdendorf przeniósł Bardapteron do Paleodictyoptera, a w 1992 F.M. Carpenter do Paleoptera. S. Storożenko traktował go w 2002 jako incertae sedis w obrębie owadów. W 2015 D. Aristow rozszerzył definicję Bardapteridae i umieścił je w obrębie świerszczokaraczanów (obejmujących połączone Grylloblattida i Eoblattida). Po rewizji Aristowa z 2015 należą do tej rodziny następujące rodzaje:
- †Bardapteron G. Zalessky, 1944
- †Olgaephilus Storozhenko, 1990
- †Letopala Aristov  et  Rasnitsyn, 2011
- †Issadische Aristov, 2013